# Monte Binga
Monte Binga is een berg in het Mozambikaanse district Sussundenga (provincie Manica).
De Monte Binga is onderdeel van het Chimanimani-gebergte, en is het hoogste punt van Mozambique.